# 托莉·布萊克
托莉·布萊克（英語：Tori Black，1988年8月26日—），原名米歇爾·察文（Michelle Chapman），是名美國色情演員。她在2007年進入成人業界並已拍攝超過200部影片。
托莉是2008年12月的閣樓寵物。
2008年，她加入經紀公司LA Direct Models。

## 獎項

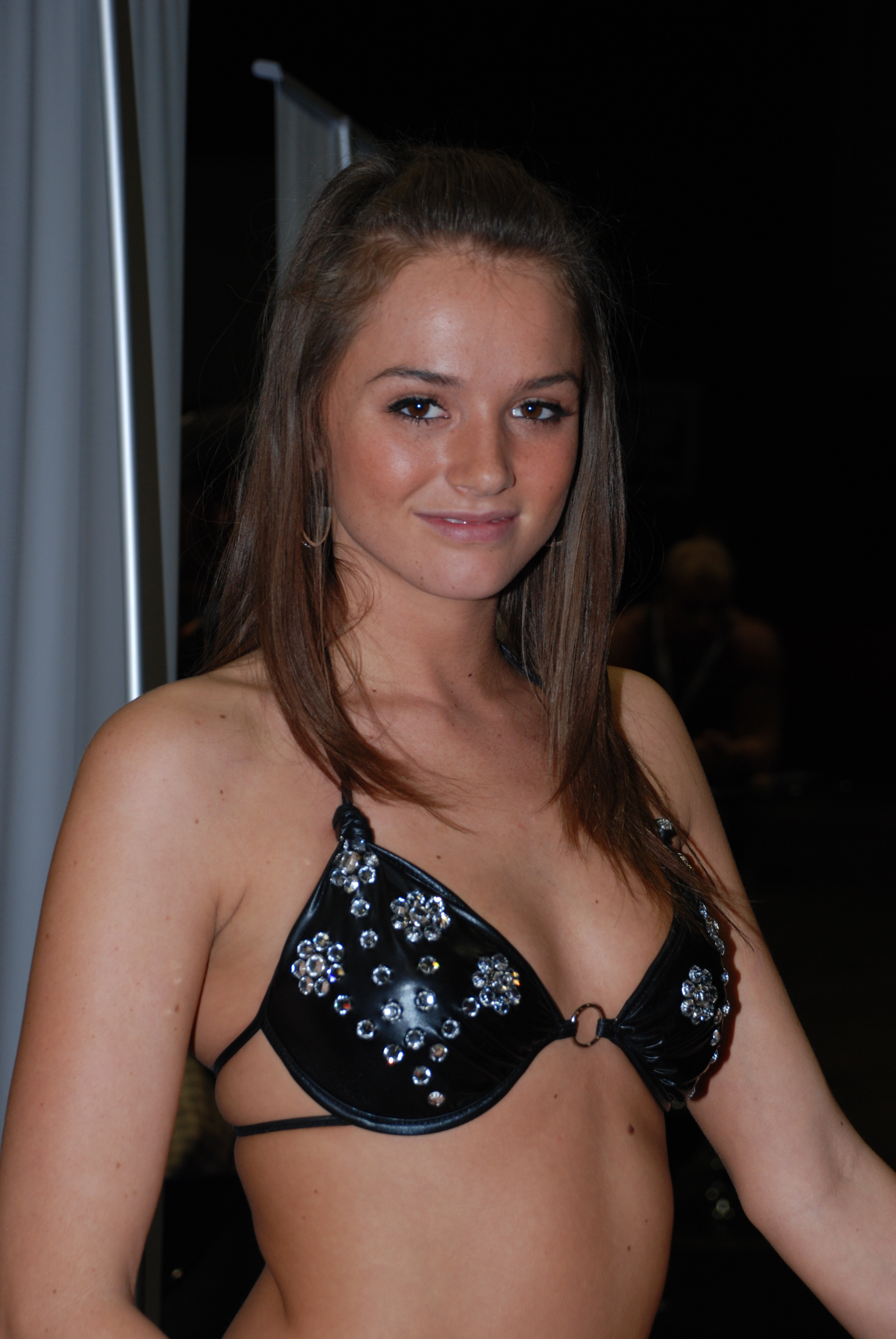
布萊克於2009年

- 2009 CAVR Award – 年度女星[6]
- 2009 XRCO Award（英语：XRCO Award） – 年度女星[7]
- 2009 FAME Award（英语：FAME Award） – 最受歡迎新人[8]
- 2010 成人影帶新聞獎 – 年度女表演者[9]
- 2010 成人影帶新聞獎 – 最佳全女性團體性愛場景 – Field of Schemes 5[9]
- 2010 成人影帶新聞獎 – 最佳全女性三人性愛場景 –《The 8th Day》[9]
- 2010 成人影帶新聞獎 – 最佳挑逗表演 –《Tori Black Is Pretty Filthy》[9]
- 2010 成人影帶新聞獎 – 最佳三人性愛場景 –《Tori Black Is Pretty Filthy》[9]
- 2010 XBIZ Award（英语：XBIZ Award） – 年度女表演者[10]
- 2010 XRCO Award – 年度女表演者[11]
- 2010 F.A.M.E. Award – 最受歡迎女星[12]

## 外部連結
- 托莉·布萊克的MySpace主頁
- 托莉·布萊克的X（前Twitter）